# St. Joe (Arkansas)
St. Joe è un comune degli Stati Uniti d'America, situato in Arkansas, nella contea di Searcy.